# Xal·lum
Segons la Bíblia, Xal·lum (en hebreu, שלם בן-יבש Shallum ben Yavesh) és el quinzè rei del Regne d'Israel després de la seva divisió. Va governar ments d'un mes, segurament a l'any 753 a.n.e. segons la cronologia tradicional, o l'any 792 o 791 a.n.e. segons la cronologia bíblica.
Xal·lum, fill de Jabeix, va assassinar el rei Zacarià i es va autocoronar rei del Regne d'Israel. Un mes després, Menahem va encapçalar un exèrcit que va entrar a sang i foc a la capital Samaria. Després de matar gran part de la població i Xal·lum, Menahem es va autoproclamar rei.